# Anadia petersi
Anadia petersi — вид ящірок родини гімнофтальмових (Gymnophthalmidae). Ендемік Еквадору. Вид названий на честь американського герпетолога Джеймса Пітерса.

## Поширення і екологія
Anadia petersi відомі з типової місцевості, розташованої в районі Сан-Рамону в еквадорській провінції Лоха, на висоті 1700 м над рівнем моря. Вони живуть у вологих гірських тропічних лісах Анд.